# Чёрный ворон (фильм)
«Чёрный ворон» — полнометражный художественный фильм производства «ТРК Студия 1+1» по одноимённому роману украинского писателя Василия Шкляра. 

## Сюжет
История рассказывает о борьбе между украинскими повстанцами и большевиками в 1920-х годах уже после падения УНР, в Холодном Яру. Гражданская война близится к концу а украинское село живёт мирной жизнью.
Отца главного героя, Якова Черноусова, в ходе Красного террора убивают большевики и он, видя как красные уничтожают его родной край, решает отомстить. Он присоединяется к повстанцам, организовавшим борьбу против большевиков и советского строя. Став холодноярским атаманом, парень получил прозвище «Чёрный Ворон». Красные, оправдываясь продразвёрсткой, грабят крестьян, якобы для помощи голодающему Поволжью, казня всех несогласных и закрывая глаза на то, что Украина тоже страдает от голода. Отряды Черноусова помогают селу до тех пор, пока подполье осенью 1922 не разгромлено.
Уже заключённых повстанцев чекисты под пытками заставляют петь Интернационал и готовят их к выступлению перед местными коммунистами, где те должны покаяться в «контрреволюционной деятельности». Однако холодноярцы в последний момент вырываются, отнимают конфискованное ранее оружие, и выйдя на сцену, угрожают расстрелять всех присутсвующих коммунистов, из за которых они потеряли семьи и свободу. Однако, в последний момент отпускают их со словами: «Вам на этой земле покоя не будет. Если не мы, то наши дети! Вон отсюда!».
После образования СССР, 9 февраля 1923 года выживших повстанцев расстреляли в Лукьяновской тюрьме Киева. Спустя некоторое время Чёрный ворон, собрав новый партизанский отряд, продолжает борьбу до 1925 года, пока большевики обманом, притворяясь повстанцами, не заманивают последних бойцов в ловушку и не расстреливают их.

## В ролях
- Тарас Цымбалюк — Иван «Черный Ворон» Черноус
- Павел Москаль — повстанец Вовкулака
- Данило Мирешкин — Кузьма
- Ксения Данилова — Тина, жена Черного Ворона
- Зоряна Марченко — повстанка Дося
- Андрей Мостренко — чекист Евдокимов
- Алексей Тритенко — чекист Птицын (Птица)
- Алина Коваленко — Циля, агент ЧК
- Наталья Сумская — гадалка Евдокия
- Олег Мосийчук — Яков Черновус
- Виктор Жданов — Митрофан
- Сергей Бабкин — отшельник Варфоломей
- Андрей Фединчик — сотник Вьюга
- Владимир Ращук — Ларион Завгородний
- Остап Дядек — Коростель
- Сергей Малыш — Гупало
- Евгений Плиско-Куприн — Железняк
- Азизбек Абдурашидов — китаец Ходя
- Сергей Щадрин — Бесовский
- Олег Москаленко — Гальперович
- В эпизодах: Станислав Щекин (агитатор), Анатолий Тихомиров (крестьянин), Богдан Данилюк (красноармеец), Артем Поддубняк (офицер), Наталья Кленина (торговка), Сергей Постольников (атаман), Петр Оришко (приспешник ЧК); группа «Черноморцы»: Дмитрий Кокошко, Сергей Бадюк, Андрей Дутко, Сергей Постольников
- В кадре: ворон Фрейд
- Текст за кадром читает Василий Шкляр

## Релиз
В августе 2019 года стала известна дата выхода фильма в украинский широкий прокат — 5 декабря 2019 года. Прокатчик — Kinomania.

## Восприятие
Фильм был отмечен наградой Украинской киноакадемии за лучшую женскую роль второго плана (Наталья Сумская).
Согласно обзору ТСН, впечатления от фильма для многих зрителей будут напрямую зависеть от того, как они восприняли оригинальную книгу. В обзоре одобрялось то, как сценарист Тарас Антипович переработал многоплановый роман Шкляра в сценарий фильма. В то же время отмечалось — персонажей всё равно много, и есть предсказуемые сюжетные повороты, когда персонажи направляются в ловушку. Незатейливая постановка, слишком драматический саундтрек и чистые костюмы героев делают «Чёрного ворона» более похожим на эпизод телесериала. Лишними были названы вставки с закадровым голосом Шкляра, зачитывающего части из романа.
Ярослав Пидгора-Гвяздовский в «Детектор  медиа» писал, что «фильм переполнен непонятностями в сюжете», хотя называть его провальным критик не стал. Местами обстановка противоречит словам персонажей, а освещение чрезмерно яркое, разрушающее атмосферу ночных сцен. Среди других недостатков: ухоженная одежда повстанцев и красноармейцев, неподвижная камера во время диалогов, необъяснимое возвращение отшельника после того, как в него стреляют (что объяснено в книге), внезапное появление в сюжете сотника Вьюги. Положительными аспектами указывались подбор актёров, цветовая гамма и юмор. Автор издания «Галичина» Ольга Мончук оценила фильм на 6,5 по 10-балльной шкале, отметив: «Историческая драма Тараса Ткаченко „Чёрный ворон“, конечно, имеет достаточно недостатков, но вместе с тем имеет и то, что не хватает многим лентам, как отечественного, так и мирового кинематографа, — она задевает за живое, заставляет думать о важных вещах, которые происходили в Украине 100 лет назад и, к сожалению, повторяются сегодня».